# Murumurufett

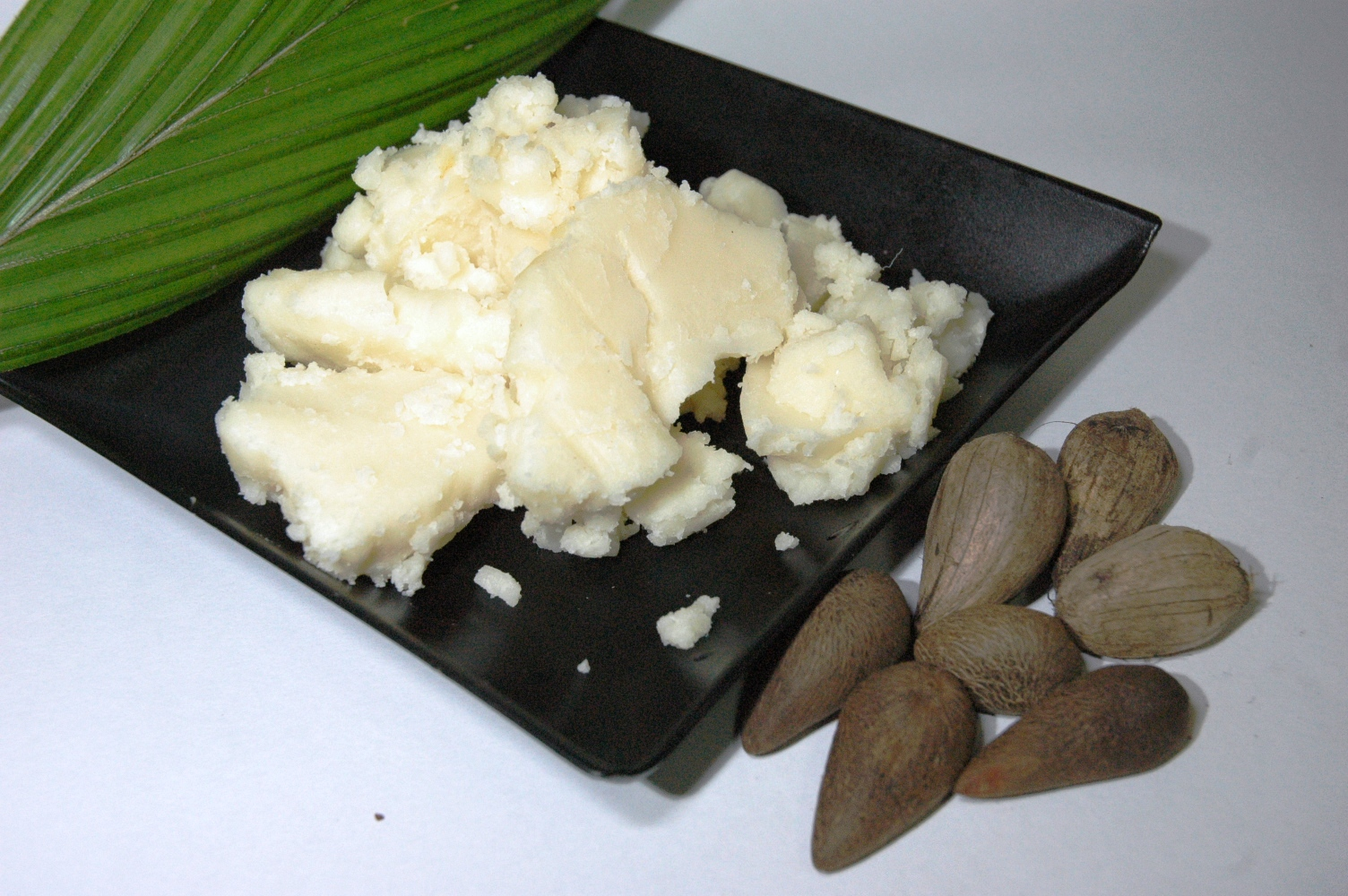
Murumuru-„Butter“

Murumurufett (meist als Murumuru-Butter bezeichnet) ist ein Pflanzenfett, welches aus dem Samen der Astrocaryum murumuru (Murumurupalme) gewonnen wird. Die Samen enthalten ca. 35–45 % Fett. Es handelt sich damit nicht – ebenso wenig wie bei Erdnussbutter – um Butter im eigentlichen Sinn.

## Ursprung, Gewinnung und Verwendung

Typisches Triglycerid mit einem Fettsäurerest der Myristinsäure (rot) und zwei der Laurinsäure (blau)

Die Palme ist im amazonischen Regenwald in Brasilien heimisch. Sie wächst auf den Überschwemmungsflächen im Amazonasbecken und trägt essbare Früchte. Wenn die Früchte reif sind, fallen sie auf den Boden. Das gelbe Fruchtfleisch wird von Nagern, Schweinen und Rindern verzehrt. Übrig bleibt ein sauberer Samen. Das Murumurufett wird aus den Samen gepresst und als Feuchtigkeitsspender eingesetzt.
Das Murumurufett hat stark weichmachende und feuchtigkeitsspendende Eigenschaften und wirkt filmbildend und natürlich glänzend. Sie enthält Vitamine. Wie andere Fette und Öle ist Murumurufett ein hauptsächlich ein Triglycerid also ein Triester des Glycerins. Die Triglyceride enthalten als Fettsäurereste besonders hohe Anteile an Laurin- und Myristinsäure. Sie ist Grundstoff für Lotionen, Cremes, Seifen, Haarspülungen, Gesichts-Murumurumasken, Shampoos und Emulsionen, Feuchtigkeitsspender und Enthaarungsmittel.
Murumurufett eignet sich auch zur Biodiesel-Erzeugung.

## Inhaltsstoffe

### Fettsäurezusammensetzung kaltgepresstes Murumurufett
Quellen:
| Caprylsäure             | Gewichts-% | 1–2     |
| Caprinsäure             | Gewichts-% | 1,5–4,5 |
| Laurinsäure             | Gewichts-% | 40–50   |
| Myristinsäure           | Gewichts-% | 21–37   |
| Palmitinsäure           | Gewichts-% | 4–7     |
| Palmitoleinsäure        | Gewichts-% | <1      |
| Stearinsäure            | Gewichts-% | 2–4     |
| Ölsäure                 | Gewichts-% | 10–14   |
| Linolsäure              | Gewichts-% | 1–3     |
| Gesättigte Fettsäuren   | %          | 90      |
| Ungesättigte Fettsäuren | %          | 10      |

### Physikalisch-chemische Merkmale
| Merkmale                 | Einheit     | Eigenschaft                    |
| ------------------------ | ----------- | ------------------------------ |
| Erscheinungsbild (25 °C) | –           | wachsartig                     |
| Farbe                    | –           | weiß bis beige                 |
| Geruch                   | –           | moschusartig, charakteristisch |
| Säurezahl                | mg KOH / g  | <5,0                           |
| Peroxidzahl              | meq O2 / kg | <5,0                           |
| Iodzahl                  | gI2 / 100 g | 10–12                          |
| Verseifungszahl          | mg KOH / g  | 220–245                        |
| Dichte                   | 25 °C g/ml  | 0,925                          |
| Schmelzpunkt             | °C          | 32–35                          |